# Німецька окупація Бельгії (Перша світова війна)
Німецька окупація Бельгії (Перша світова війна) (французька Occupation allemande, нід. Duitse bezetting) — перша з двох військових окупацій Королівства Бельгії німецькими військами у першій половині 20 століття, що відбулася за часів Першої світової війни.
Королівство Бельгія, яке твердо стояло на позиціях нейтралітету та дотримання норм міжнародного права, піддалося масованому вторгненню імперської армії Німеччини, країна була майже повністю захоплена до зими того ж року. Бельгійський уряд вирушив у вигнання, в той час, як король Альберт I і бельгійська армія далі боролися на ділянці Західного фронту, так званому Ізерському фронті. Під час німецької окупації Бельгія поділялася на три окремі зони. Більшість країни утворювало так зване Генерал-губернаторство Бельгії, під керівництвом німецького генерала. Окупація спровокувала великий економічний колапс, масове безробіття, репресії, міграцію й голод серед мирного населення країни. Економіка Бельгії впродовж 4 років була практично зруйнована під владою окупантів.
Окупація країни закінчилася після наступу союзників у Бельгії під час проведення так званого Стоденного наступу з серпня 1918 року, але угода про припинення вогню, підписана 11 листопада 1918 року, не привела до негайного визволення Бельгії й спорадичні бойові дії ще тривали. Бельгійська армія поступово просувалася по країні слідом за німецькими окупантами. 22 листопада 1918 Альберт І вступив до Брюсселя на чолі своїй армії урочистим маршем. Останній німецький солдат залишив країну 23 листопада 1918 року.

### Німецька адміністрація
26 серпня 1914 року німецькі окупаційні війська утворили на захопленій території Королівства Бельгії та анексованій частині Франції Фюме та Живе, «Генерал-губернаторство Бельгії» під проводом свого генералітету. Система управління окупованою країною загарбників базувалася на адміністративній системі правління, яка існувала до початку війни, за винятком того, що німці через групу офіцерів та чиновників провадили постійний суворий контроль та керівництво у власних інтересах.

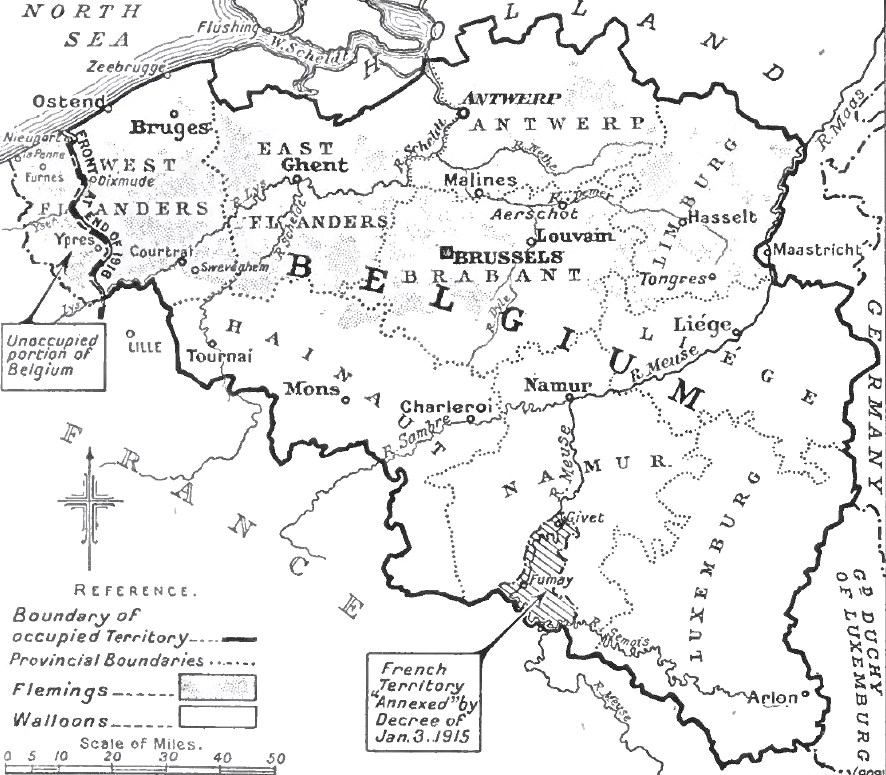
Карта окупованої Німецькою імперією Бельгії

Окупована Бельгія поділялася на три адміністративних зони: Генерал-губернаторство Бельгії, до якого увійшли Брюссель і більша частина території країни та анексовані землі Франції; Операційна зона (нім. Operationsgebied) — яка включала у себе незначну ділянку поздовж лінії фронту на заході королівства; Стабілізаційна зона (нім. Etappengebied), до якої входили смуга більшості земель Східної й Західної Фландрії та частково провінції Ено і Люксембург. Устрій на територіях усіх 3 зон був різний. Якщо у Генерал-губернаторстві переважно верховодила цивільна адміністрація, й порядки були менш репресивні, то в операційній та стабілізаційній зонах усе мирне населення оголошувалося полоненими й тут панували найсуворіші закони військової адміністрації окупаційних військ.
Першим генерал-губернатором Бельгії став генерал-фельдмаршал К. фон дер Гольц, якого незабаром, 27 листопада 1914, змінив на посаді М.фон Біссінг, а у квітні 1917, після смерті останнього, до влади прийшов Л. фон Фалькенгаузен. Усі керівники підкорялися Вищому командуванню армії, яке дислокувалося у бельгійському містечку Спа, й головною ціллю їх перебування на такій посаді було зосередження зусиль усієї бельгійської економіки та промисловості, а також транспортної системи на роботу в інтересах окупаційних військ та Німеччини. Водночас, німецька окупаційна влада намагалася підтримувати усталені порядки й не заважати їй, якщо це не йшло врозріз з власними уподобаннями.
Організаційно, представництво окупаційних сил поділялося на цивільну адміністрацію, на яку покладалося завдання вирішення повсякденних задач та мережу напіввійськових комендатур, що розгорнулася повсюдно на території королівства.

### Бельгійці під окупантами

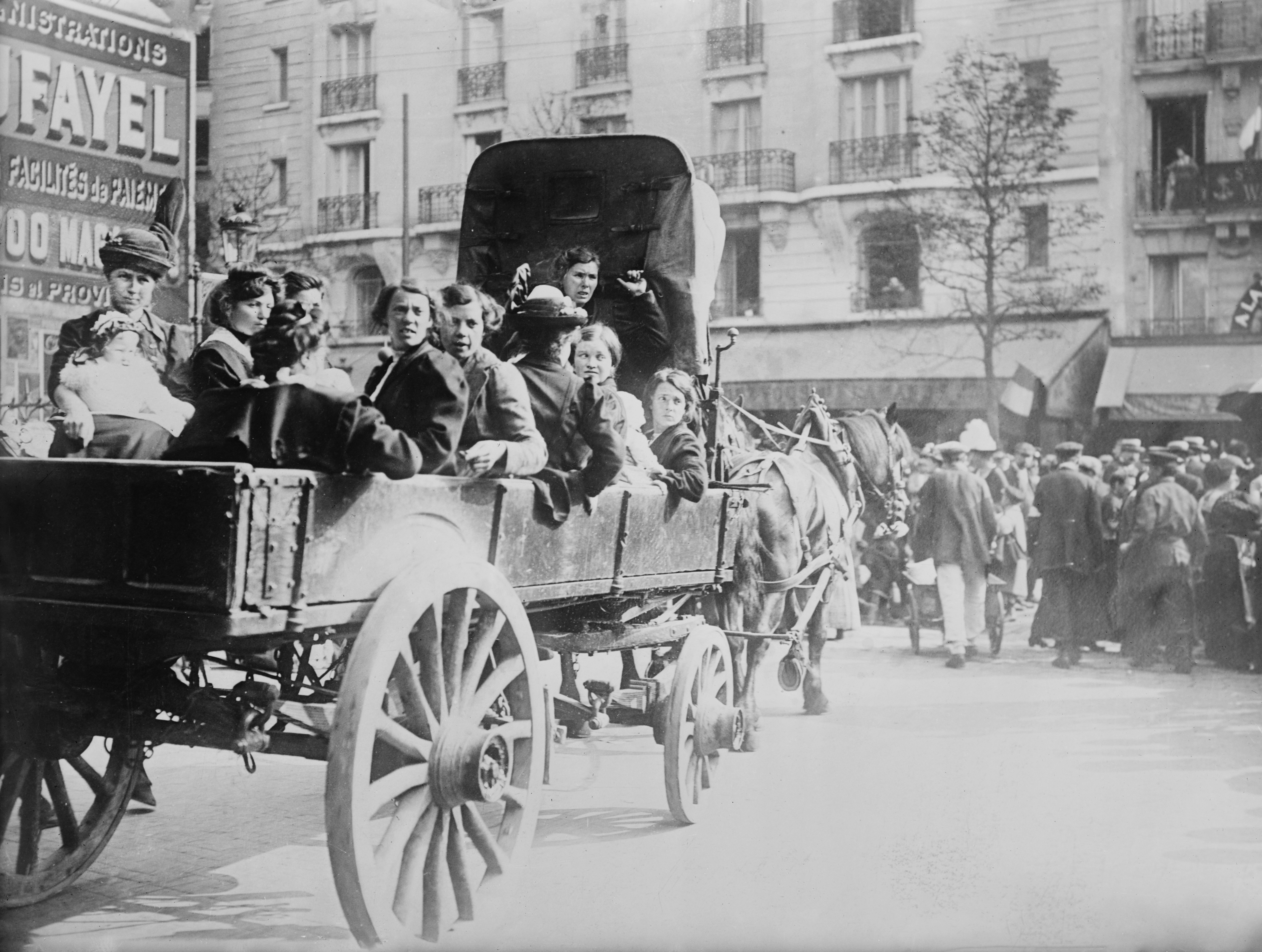
Бельгійські мирні мешканці тікають до Парижу. 1914

Зіткнувшись з терором, розпаленим розлюченою армадою німецьких вояків, багато мирних мешканців Королівства втекли зі своїх осель. В основному потік біженців йшов з тих зон, де панувала військова адміністрація, люди тікали у більш безпечні регіони країни та закордон. Багато бельгійців емігрувало до Нідерландів, близько 300 000 втекло до Франції; більше за 200 000 мирних громадян знайшли притулок у Британії. Незабаром, британський та французький уряди заснували спеціальні гуманітарні організації допомоги бельгійським біженцям війни, WRC (англ. War Refugees Committee) та CNSA (фр. Comité National de Secours et d'Alimentation) відповідно, на які покладалися завдання забезпечення, сприяння та підтримки такого роду переселенців.
Навесні 1915 року, німецька влада розпочала поздовж усього бельгійсько-голландського кордону конструювання електричного дротяного паркану, на який подавався під високою напругою струм до 2 000 вольт й який охоронявся німецькими вартовими. За інформацією деяких експертів, при спробах перетнути «Паркан смерті», як його охрестили голландці (нід. Dodendraad), загинуло від 2 000 до 3 000 бельгійських громадян, що намагалися втекти з-під окупації німців.
Опинившись під німецькою окупацією, бельгійський народ постав на грань голоду. До війни, Бельгія експортувала переважну більшість продуктів, зараз виявилося, що продовольства для того, щоб прогодувати людей катастрофічно не вистачає. Благодійна організація Comité National de Secours et d'Alimentation влаштувала на території союзних держав, у першу чергу Франції, акції на підтримку бельгійців. Добродії з усієї Європи організували збір коштів, продуктів, та речей першої необхідності, для поставок їх до окупованого Королівства. Після тривалих переговорів з німцями, сторони досягли угоди, про поставки продовольства тощо через нейтральних посередників, якими стали американці. CNSA стала найголовнішою організацією, що зайнялася добутком, придбанням, збором та, головне, доставкою найнагальнішого постраждалим. Більше за 125 000 добровільних працівників зайнялися цією благородною справою.

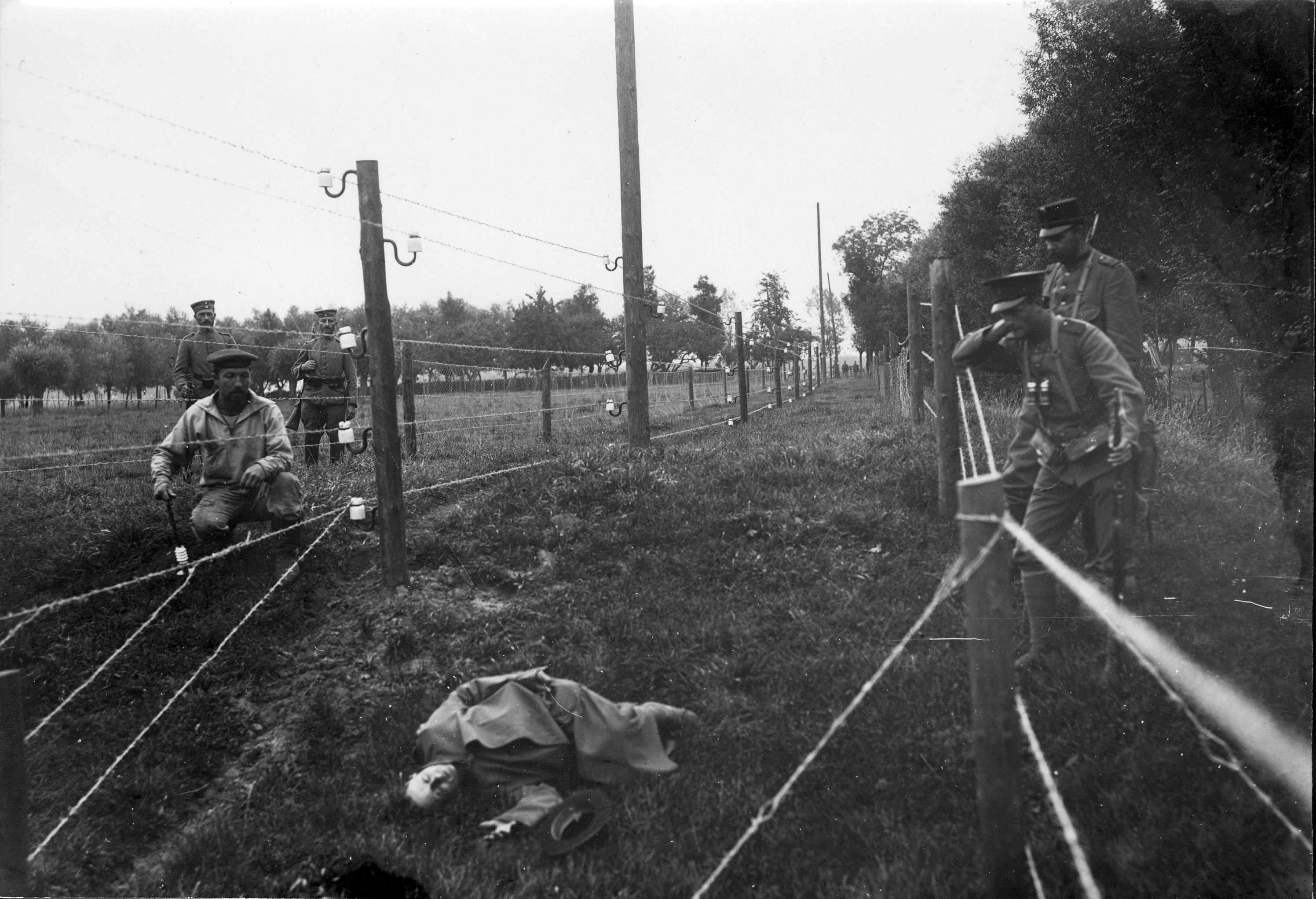
Електричний дротяний паркан, так званий «Паркан смерті», з тілом загиблого від ураження електрострумом. Сльойс. Нідерланди. 1915

Грошами для окупованої території німці залишили бельгійські франки, проте наклали на бельгійську владу, так званий військовий податок — «добровільну» щомісячну контрибуцію у сумі 35 млн франків. Такий «добровільний» внесок значно перевищував довоєнні податкові доходи Бельгії і, для того, щоб оплатити його, бельгійські банки змушені були запустити в обіг нові паперові гроші, щоб придбати на них облігації. Поява на ринку значної грошової маси німецьких марок, які завезли окупанти, та гіпертрофоване друкування грошей, призвело до значної інфляції. Більш того, німці навмисно ввели курс обміну бельгійського франка до німецької марки, як 1:1,25, на користь власній економіці.
Постійно наростаючий фінансовий хаос, у поєднанні з виниклими проблемами доставки й виробництва металу, на виробництві якого процвітала Бельгія, призвело її економіку до економічного краху, коли заводи вичерпали сировину і вимушено звільнили своїх працівників . Безробіття постало однією з першорядних проблем, з 1915 до 1918 року більше за 650 000 громадян Бельгії було безробітними, зростала залежність від благодійної діяльності невійськових організацій. Для того щоб якось впоратися з економічним рейвахом, велика кількість окремих комун і регіонів країни стала друкувати і видавати свої власні гроші, які можна було б використовувати на місцевому рівні.
Перехід економіки Німеччини на воєнні рейки, масова мобілізація німецьких чоловіків на військову службу з початку світової війни, створила брак робочої сили на німецьких заводах, зокрема на тих, що грали важливу роль у військово-промисловому комплексі імперії. Зіткнувшись з такою проблемою, у 1915 році німці закликали бельгійців непримусово працювати в Німеччині, але 30 000 добровольців виявилося обмаль для задоволення виниклих потреб. З середини 1916 року німецька адміністрація у Бельгії розпочала розглядати ідею насильницької депортації бельгійських робітників, вважаючи на високий рівень безробіття в окупованій країні. У жовтні 1916 почалися примусові депортації робочих, й це тривало до березня 1917. До кінця війни в цілому, приблизно 100 тисяч бельгійців були насильницькі депортовані до Німеччини. Крім цього, близько 62 000 бельгійців мобілізували, як дармову робочу силу на роботу на місцевих військових об'єктах у Стабілізаційній зоні окупованої Бельгії.

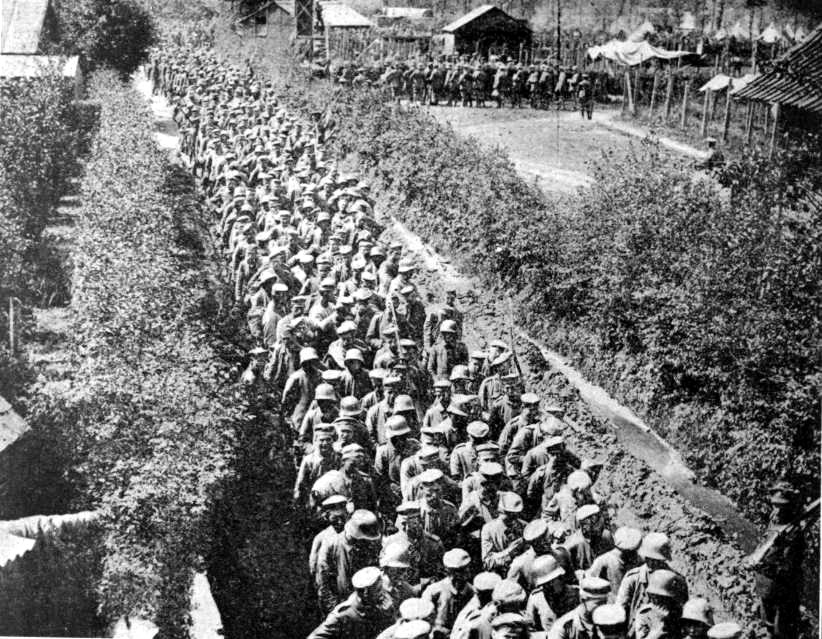
Захоплені у Фландрії в полон німецькі солдати. Бельгія. 1917

Депортація бельгійських робочих виявилося недостатньо ефективною, щоб задовольнити німецькі потреби і в економічному плані слабо вплинула на підтримку німецької військової промисловості. Водночас, з політичної точки зору, ці акції примушення призвели до широкого осуду в Бельгії і на міжнародному рівні, допомагаючи збільшенню бельгійського руху опору.

### Бельгійський рух опору
Бельгійський опір окупантам і страх німецької армії перед «франтирерами», підштовхнули їх до впровадження політики залякування (нім. schrecklichkeit) бельгійських мирних жителів незабаром після вторгнення. Країну охопили випадки масового вбивства, публічні страти, взяття заручників і спалення міст й сіл; політика, яка стала відома, як «Зґвалтування Бельгії».
Громадська опозиція німецьким окупантами піддавалася важкому пригніченню. Прояви патріотизму, такі як, співання національного гімну, «La Brabançonne», або святкування Національного дня Бельгії були заборонені, і ті, хто це порушували, ризикували отримати строгі тюремні терміни. Газети, книги та поштові відправлення перебували під щільним наглядом цензури. Під удари репресій підпали відомі бельгійські діячі, зокрема Адольф Макс, мер Брюсселя, і всесвітньо відомий історик Анрі Піренн, яких утримували у німецькій в'язниці, як заручників.
Попри колосальному механізму репресій, бельгійський рух опору виник відразу з початку німецької окупації й прийняв різні форми спротиву. Озброєний опір мав незначний розмах, хоча іноді деякі диверсії бельгійців мали великий резонанс, зокрема руйнування залізничної лінії Брюссель-Аахен. Більш широко бельгійці брали участь у здобутті розвідувальної інформації про німецькі військові об'єкти, пересування військ. Усі дані агентурної розвідки через розгалужену мережу агентів передавалися союзним військам. Найбільш відома розвідувальна мережа бельгійців мала назву «Біла Дама» (фр. Dame Blanche), яка нараховувала близько 30 % агентів-жінок. Організації такого роду займалися не тільки збором важливої інформації, вони також утворили розгалужену таємну сіть по перекиданню молодих бельгійців на Ізерський фронт, як правило через Нідерланди. Біля 32 000 молодих патріотів контрабандним шляхом успішно дісталися до армії короля Альберта І.